# Concurso internacional de Fuegos Artificiales Villa de Bilbao

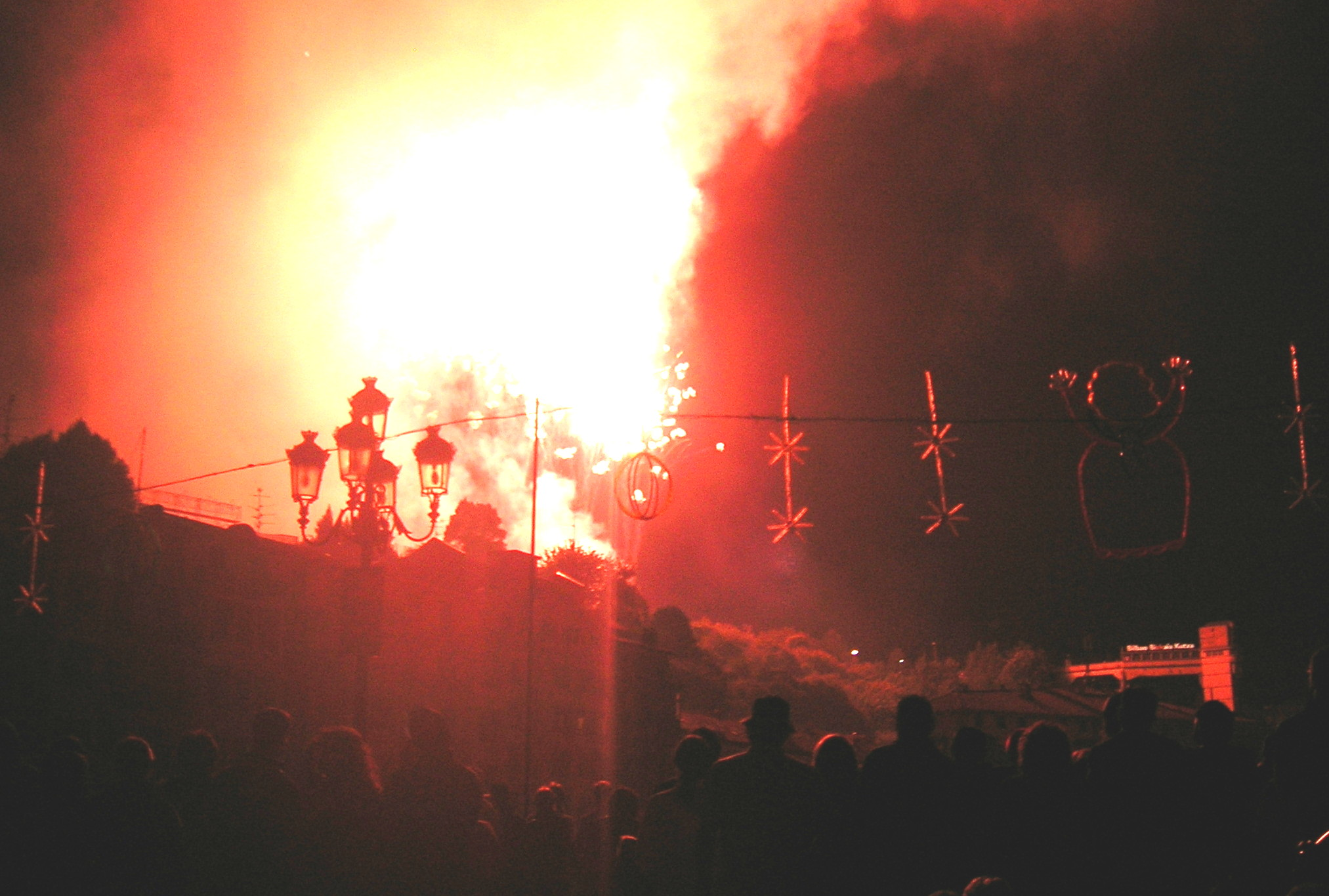
Fuegos artificiales, XVl Concurso Internacional Villa de Bilbao, 2006.

Se celebra durante las fiestas de la Semana Grande de Bilbao el Concurso internacional de Fuegos Artificiales Villa de Bilbao en el que cada noche de todos los días de las fiestas las pirotécnicas participan. Unos días son fuegos de concurso y otros de exhibición.
Dentro de la valoración realizada por el Ayuntamiento de Bilbao, el concurso de Los fuegos artificiales es la actividad con más seguidores y que se considera de mayor calidad en 2010.
En 2011 es la XXI edición del concurso y existen 4 categorías de premios:
- Premio del jurado
- Premio del público
- Premio verde (otorgado a la pirotecnia que utiliza menos compuestos contaminantes y se valorará la retirada de residuos tras la exhibición)
- Premio especial Ciutat de Tarragona (que es otorgado por el jurado y que da la posibilidad de participar el año siguiente en el Concurso Internacional de Castillos de Fuegos Artificiales de Tarragona y en el Villa de Bilbao)